# Romanistică
Romanistica este o disciplină lingvistică și filologică care studiază limbile romanice. Romaniștii au ca obiect de studiu romanistica sau limbile romanice.